# Klasyfikacja medalowa Zimowych Igrzysk Olimpijskich 2006
     zdobywcy co najmniej jednego złotego medalu
     zdobywcy co najmniej jednego srebrnego medalu
     zdobywcy co najmniej jednego brązowego medalu
     państwa bez medalu
     państwa nieuczestniczące w igrzyskach

Państwa uczestniczące w Zimowych Igrzyskach Olimpijskich 2006
zdobywcy co najmniej jednego złotego medalu
zdobywcy co najmniej jednego srebrnego medalu
zdobywcy co najmniej jednego brązowego medalu
państwa bez medalu
państwa nieuczestniczące w igrzyskach

Klasyfikacja medalowa Zimowych Igrzysk Olimpijskich 2006 – zestawienie państw, reprezentowanych przez narodowe komitety olimpijskie, uszeregowanych pod względem liczby zdobytych medali na XX Zimowych Igrzyskach Olimpijskich w 2006 roku w Turynie.
Podczas igrzysk w Turynie rozegrano 84 konkurencje w piętnastu dyscyplinach sportowych. W porównaniu do poprzednich zimowych igrzysk, które odbyły się w 2002 roku w Salt Lake City, do kalendarza olimpijskiego włączono osiem nowych konkurencji. W snowboardzie zadebiutował snowcross, w biathlonie dołączono biegi masowe, w łyżwiarstwie szybkim – biegi drużynowe, a w biegach narciarskich – sztafety sprinterskie. Wspomniane konkurencje rozegrano wśród kobiet i mężczyzn. Sprinty drużynowe przeprowadzono zamiast biegów techniką dowolną (na dystansie 15 km wśród kobiet i 30 km wśród mężczyzn).
W konkursach olimpijskich zaprezentowało się 2494 sportowców (1539 mężczyzn i 955 kobiet) z 79 narodowych reprezentacji. Dla trzech państw – Albanii, Etiopii i Madagaskaru – występ w Turynie był debiutem kraju na zimowych igrzyskach olimpijskich.
Na podium olimpijskim zawodów w Turynie stanęli reprezentanci 26 państw, spośród których 18 krajów zdobyło przynajmniej jeden złoty medal olimpijski. Oznaczało to, że 53 reprezentacje, które uczestniczyły w igrzyskach, nie zdobyły ani jednego medalu. Najwięcej medali – 29 – zdobyli reprezentanci Niemiec, jednocześnie osiągnęli największą liczbę medali złotych – jedenaście. Były to trzecie zimowe igrzyska z rzędu, podczas których Niemcy zdobyli najwięcej medali olimpijskich. Mimo to wynik medalowy reprezentantów Niemiec był ich najsłabszym startem od 1994 roku.
Pierwszy w historii medal zimowych igrzysk olimpijskich dla Słowacji zdobył snowboardzista Radoslav Židek, który zajął drugie miejsce w snowcrossie mężczyzn. Pierwszy medal dla Łotwy zdobył natomiast saneczkarz Mārtiņš Rubenis, który stanął na najniższym stopniu podium olimpijskiego w jedynkach mężczyzn.
Najlepsze występy olimpijskie, biorąc pod uwagę zarówno letnie, jak i zimowe starty, osiągnęli reprezentanci Austrii i Estonii. Dla Austriaków był to najlepszy występ olimpijski pod względem liczby złotych i liczby wszystkich medali. Dla Estończyków natomiast były to pierwsze igrzyska olimpijskie, podczas których zdobyli oni trzy złote medale.
Reprezentanci Kanady osiągnęli najlepszy zimowy start w igrzyskach olimpijskich pod względem liczby zdobytych medali oraz wyrównali swój rekord siedmiu złotych medali osiągnięty w Salt Lake City. Jednocześnie był to ich najlepszy występ olimpijski od Letnich Igrzysk Olimpijskich 1984 w Los Angeles. Rekord liczby zdobytych na zimowych igrzyskach złotych medali i sumy medali wszystkich kolorów poprawili również Szwedzi. Szwedzcy reprezentanci osiągnęli najlepszy wynik medalowy od letnich igrzysk w Los Angeles oraz największą liczbę złotych medali olimpijskich od Letnich Igrzysk Olimpijskich 1956 w Melbourne. Także dla olimpijczyków z Korei Południowej start w Turynie był najlepszym zimowym w historii pod względem liczby osiągniętych medali. Największą sumę medali osiągniętych na jednych zimowych igrzyskach poprawili również reprezentanci Chińskiej Republiki Ludowej i Czech (w przypadku Czechów – największa liczba medali od rozpadu Czechosłowacji). Dla Chińczyków były to równocześnie drugie z rzędu zimowe igrzyska, na których dwukrotnie zdobyli oni złoto olimpijskie. Dla Czechów natomiast był to trzeci z rzędu zimowy start zakończony złotym medalem olimpijskim. Po raz drugi w historii, po igrzyskach w 1988 roku, reprezentanci Szwajcarii zdobyli pięć złotych medali w trakcie jednych zimowych igrzysk. Start w Turynie był ich najlepszym występem olimpijskim (w letnich i zimowych edycjach imprezy) właśnie od igrzysk w Calgary. Najwięcej złotych medali ZIO od igrzysk w Lillehammer zdobyli Włosi. Były to trzecie igrzyska olimpijskie, po Zimowych Igrzyskach Olimpijskich 1956 w Cortina d’Ampezzo i Letnich Igrzyskach Olimpijskich 1960 w Rzymie, których organizatorem były Włochy. Osiągnięty przez nich wynik medalowy w Turynie był lepszy niż w Cortina d’Ampezzo i słabszy niż w Rzymie.
Występ reprezentacji Finlandii był ich najsłabszym zimowym występem od igrzysk w Lillehammer. Był to czwarty start olimpijski Finów, po zimowych igrzyskach w Sapporo i Lillehammer oraz po letnich igrzyskach w Atenach, podczas którego nie wywalczyli oni ani jednego złotego medalu. Sportowcy z Norwegii osiągnęli najgorszy wynik medalowy na zimowych igrzyskach od igrzysk w Calgary.
Jedynym krajem, który zdobył medal w Salt Lake City, a nie zdobył żadnego w Turynie, była Słowenia. W Turynie medal zdobyła natomiast Ukraina, która opuściła Salt Lake City z zerowym dorobkiem medalowym.
62 zawodników i zawodniczek przynajmniej dwukrotnie stanęło na podium olimpijskim w Turynie. Spośród nich 43 sportowców zdobyło co najmniej jeden złoty medal. Najwięcej złotych medali – po trzy – zdobyli Ahn Hyun-soo i Jin Sun-yu w short tracku oraz Michael Greis w biathlonie. Ahn Hyun-soo zdobył dodatkowo jeden brązowy medal. Największą liczbę medali wszystkich kolorów – pięć – zdobyła kanadyjska łyżwiarka szybka, Cindy Klassen. W jej dorobku znalazł się jeden złoty medal, dwa srebrne i dwa brązowe.
Jeden z wcześniej przyznanych medali olimpijskich został odebrany wskutek pozytywnego wyniku testów dopingowych. Druga zawodniczka biathlonowego biegu indywidualnego na 15 km kobiet – Rosjanka Olga Pylowa – została pozbawiona srebrnego medalu. Tym samym srebro przyznano trzeciej na mecie – Niemce Martinie Glagow, a brąz czwartej zawodniczce – Rosjance Albinie Achatowej.
Medale przyznawane sportowcom podczas igrzysk w Turynie zostały zaprojektowane przez zespół graficzny Ottaviani International i TOROC. Szefem projektu był Dario Quatrini.

## Klasyfikacja państw
Poniższa tabela przedstawia klasyfikację medalową państw, które zdobyły medale na Zimowych Igrzyskach Olimpijskich 2006 w Turynie, sporządzoną na podstawie oficjalnych raportów Międzynarodowego Komitetu Olimpijskiego. Klasyfikacja posortowana jest najpierw według liczby osiągniętych medali złotych, następnie srebrnych, a na końcu brązowych. W przypadku, gdy dwa kraje zdobyły tę samą liczbę medali wszystkich kolorów, o kolejności zdecydował porządek alfabetyczny.
| Miejsce | Państwo          | Złoto | Srebro | Brąz | Razem |
| ------- | ---------------- | ----- | ------ | ---- | ----- |
| 1.      | Niemcy           | 11    | 12     | 6    | 29    |
| 2.      | USA              | 9     | 9      | 7    | 25    |
| 3.      | Austria          | 9     | 7      | 7    | 23    |
| 4.      | Rosja            | 8     | 6      | 8    | 22    |
| 5.      | Kanada           | 7     | 10     | 7    | 24    |
| 6.      | Szwecja          | 7     | 2      | 5    | 14    |
| 7.      | Korea Południowa | 6     | 3      | 2    | 11    |
| 8.      | Szwajcaria       | 5     | 4      | 5    | 14    |
| 9.      | Włochy           | 5     | –      | 6    | 11    |
| 10.     | Francja          | 3     | 2      | 4    | 9     |
| 10.     | Holandia         | 3     | 2      | 4    | 9     |
| 12.     | Estonia          | 3     | –      | –    | 3     |
| 13.     | Norwegia         | 2     | 8      | 9    | 19    |
| 14.     | ChRL             | 2     | 4      | 5    | 11    |
| 15.     | Czechy           | 1     | 2      | 1    | 4     |
| 16.     | Chorwacja        | 1     | 2      | –    | 3     |
| 17.     | Australia        | 1     | –      | 1    | 2     |
| 18.     | Japonia          | 1     | –      | –    | 1     |
| 19.     | Finlandia        | –     | 6      | 3    | 9     |
| 20.     | Polska           | –     | 1      | 1    | 2     |
| 21.     | Białoruś         | –     | 1      | –    | 1     |
| 21.     | Bułgaria         | –     | 1      | –    | 1     |
| 21.     | Słowacja         | –     | 1      | –    | 1     |
| 21.     | Wielka Brytania  | –     | 1      | –    | 1     |
| 25.     | Ukraina          | –     | –      | 2    | 2     |
| 26.     | Łotwa            | –     | –      | 1    | 1     |
| Razem   | Razem            | 84    | 84     | 84   | 252   |

## Klasyfikacje według dyscyplin

### Biathlon
Na igrzyskach w Turynie rozegrano dziesięć konkurencji biathlonowych – po pięć w rywalizacji kobiet i mężczyzn. W kalendarzu olimpijskim po raz pierwszy znalazły się biegi masowe.
Najbardziej utytułowanym biathlonistą igrzysk został Michael Greis – trzykrotny mistrz olimpijski. W rywalizacji mężczyzn po trzy medale zdobyli również Sven Fischer (dwa złote i jeden brązowy) oraz Ole Einar Bjørndalen (dwa srebrne i brązowy), a po dwa medale – Vincent Defrasne (złoty i brązowy) i Halvard Hanevold (srebrny i brązowy). W rywalizacji biathlonistek dwa tytuły mistrzyni olimpijskiej zdobyła Swietłana Iszmuratowa. Trzy zawodniczki trzykrotnie stanęły na podium olimpijskim – Kati Wilhelm zdobyła złoto i dwukrotnie srebro, Albina Achatowa – złoto i dwukrotnie brąz oraz Martina Glagow – trzykrotnie srebro. Multimedalistkami igrzysk zostały również Anna Carin Olofsson (złoto i srebro) i Florence Baverel-Robert (złoto i brąz).
Srebrny medal w biegu indywidualnym na 15 km kobiet zdobyła pierwotnie Olga Pylowa, jednak utraciła medal po tym, jak testy dopingowe dały u niej wynik pozytywny. Dzięki temu srebrny medal zdobyła trzecia na mecie – Martina Glagow, a medal brązowy – czwarta na mecie – Albina Achatowa.
| Miejsce | Państwo  | Złoto | Srebro | Brąz | Razem |
| ------- | -------- | ----- | ------ | ---- | ----- |
| 1.      | Niemcy   | 5     | 4      | 2    | 11    |
| 2.      | Rosja    | 2     | 1      | 2    | 5     |
| 3.      | Francja  | 2     | –      | 2    | 4     |
| 4.      | Szwecja  | 1     | 1      | –    | 2     |
| 5.      | Norwegia | –     | 3      | 3    | 6     |
| 6.      | Polska   | –     | 1      | –    | 1     |
| 7.      | Ukraina  | –     | –      | 1    | 1     |
| Razem   | Razem    | 10    | 10     | 10   | 30    |

### Biegi narciarskie
Tak samo jak w Salt Lake City biegacze i biegaczki zmierzyli się w dwunastu konkurencjach olimpijskich w Turynie. Program zawodów uległ jednak zmianie – nie przeprowadzono biegów techniką dowolną na 15 km kobiet i na 30 km mężczyzn, w zamian za nie wprowadzono rywalizację sztafet sprinterskich.
Troje zawodników zdobyło po dwa złote medale olimpijskie w biegach narciarskich w Turynie. Wśród kobiet dokonała tego Kristina Šmigun, a wśród mężczyzn – Giorgio Di Centa i Björn Lind. Ponadto troje zawodników zdobyło złoty i srebrny medal – Kateřina Neumannová i Julija Czepałowa w rywalizacji kobiet oraz Jewgienij Diemientjew w rywalizacji mężczyzn. Również trojgu biegaczy udało się wywalczyć złoty i brązowy medal, a dokonali tego Pietro Piller Cottrer, Thobias Fredriksson i Jewgienija Miedwiediewa-Arbuzowa. Więcej niż jeden medal olimpijski zdobyli również Claudia Künzel (dwa srebrne) i Tobias Angerer (srebrny i brązowy).
| Miejsce | Państwo   | Złoto | Srebro | Brąz | Razem |
| ------- | --------- | ----- | ------ | ---- | ----- |
| 1.      | Szwecja   | 3     | –      | 2    | 5     |
| 2.      | Estonia   | 3     | –      | –    | 3     |
| 3.      | Rosja     | 2     | 2      | 3    | 7     |
| 4.      | Włochy    | 2     | –      | 2    | 4     |
| 5.      | Czechy    | 1     | 2      | –    | 3     |
| 6.      | Kanada    | 1     | 1      | –    | 2     |
| 7.      | Niemcy    | –     | 3      | 1    | 4     |
| 7.      | Norwegia  | –     | 3      | 1    | 4     |
| 9.      | Francja   | –     | 1      | –    | 1     |
| 10.     | Austria   | –     | –      | 1    | 1     |
| 10.     | Finlandia | –     | –      | 1    | 1     |
| 10.     | Polska    | –     | –      | 1    | 1     |
| Razem   | Razem     | 12    | 12     | 12   | 36    |

### Bobsleje
Tak samo jak cztery lata wcześniej, w programie igrzysk olimpijskich w Turynie znalazły się trzy konkurencje bobslejowe – dwójki mężczyzn i kobiet oraz czwórki mężczyzn.
We wszystkich konkurencjach złote medale zdobyli reprezentanci Niemiec. Najlepszy wynik medalowy osiągnęli André Lange i Kevin Kuske, zdobywając dwa tytuły mistrzów olimpijskich. Dwukrotnie na podium stanęli również Szwajcarzy Martin Annen i Beat Hefti – brązowi medaliści w dwójkach i czwórkach.
| Miejsce | Państwo    | Złoto | Srebro | Brąz | Razem |
| ------- | ---------- | ----- | ------ | ---- | ----- |
| 1.      | Niemcy     | 3     | –      | –    | 3     |
| 2.      | Kanada     | –     | 1      | –    | 1     |
| 2.      | Rosja      | –     | 1      | –    | 1     |
| 2.      | USA        | –     | 1      | –    | 1     |
| 5.      | Szwajcaria | –     | –      | 2    | 2     |
| 6.      | Włochy     | –     | –      | 1    | 1     |
| Razem   | Razem      | 3     | 3      | 3    | 9     |

### Curling
W Turynie rozegrano turnieje olimpijskie w curlingu kobiet i mężczyzn, tak samo jak w Salt Lake City.
W turnieju kobiet złoto olimpijskie zdobyły Szwedki, srebrny medal wywalczyły Szwajcarki, a brązowy – Kanadyjki. W rywalizacji mężczyzn najlepsi okazali się Kanadyjczycy przed Finami i Amerykanami.
| Miejsce | Państwo    | Złoto | Srebro | Brąz | Razem |
| ------- | ---------- | ----- | ------ | ---- | ----- |
| 1.      | Kanada     | 1     | –      | 1    | 2     |
| 2.      | Szwecja    | 1     | –      | –    | 1     |
| 3.      | Finlandia  | –     | 1      | –    | 1     |
| 3.      | Szwajcaria | –     | 1      | –    | 1     |
| 5.      | USA        | –     | –      | 1    | 1     |
| Razem   | Razem      | 2     | 2      | 2    | 6     |

### Hokej na lodzie
W Turynie, podobnie jak cztery lata wcześniej, rozegrano dwa turnieje olimpijskie w hokeju na lodzie – kobiet i mężczyzn.
W turnieju mężczyzn triumfowali reprezentanci Szwecji, drugie miejsce zajęli Finowie, a trzecie – Czesi. W turnieju kobiet najlepsze były Kanadyjki, które w finale pokonały Szwedki. Brązowy medal zdobyły Amerykanki.
| Miejsce | Państwo   | Złoto | Srebro | Brąz | Razem |
| ------- | --------- | ----- | ------ | ---- | ----- |
| 1.      | Szwecja   | 1     | 1      | –    | 2     |
| 2.      | Kanada    | 1     | –      | –    | 1     |
| 3.      | Finlandia | –     | 1      | –    | 1     |
| 4.      | Czechy    | –     | –      | 1    | 1     |
| 4.      | USA       | –     | –      | 1    | 1     |
| Razem   | Razem     | 2     | 2      | 2    | 6     |

### Kombinacja norweska
Zawody olimpijskie w kombinacji norweskiej, niezmiennie od poprzednich igrzysk, składały się z trzech konkurencji – konkursów indywidualnych na skoczni normalnej i dużej oraz konkursu drużynowego.
Najbardziej utytułowanym dwuboistą klasycznym w Turynie został Felix Gottwald – mistrz i wicemistrz w rywalizacji indywidualnej oraz mistrz w zawodach drużynowych. Trzy medale, po jednym z każdego koloru, zdobył również Georg Hettich, a dwukrotnie na podium olimpijskim stanął Magnus Moan (srebrny i brązowy medal).
| Miejsce | Państwo   | Złoto | Srebro | Brąz | Razem |
| ------- | --------- | ----- | ------ | ---- | ----- |
| 1.      | Austria   | 2     | 1      | –    | 3     |
| 2.      | Niemcy    | 1     | 1      | 1    | 3     |
| 3.      | Norwegia  | –     | 1      | 1    | 2     |
| 4.      | Finlandia | –     | –      | 1    | 1     |
| Razem   | Razem     | 3     | 3      | 3    | 9     |

### Łyżwiarstwo figurowe
Rywalizacja łyżwiarzy figurowych składała się z czterech konkurencji, tak samo jak podczas igrzysk w Salt Lake City. Rozegrano zawody solistów i solistek oraz par tanecznych i par sportowych. Żaden z zawodników nie zdobył w Turynie więcej niż jednego medalu olimpijskiego. W trzech konkurencjach zwyciężyli reprezentanci Rosji.
| Miejsce | Państwo    | Złoto | Srebro | Brąz | Razem |
| ------- | ---------- | ----- | ------ | ---- | ----- |
| 1.      | Rosja      | 3     | –      | 1    | 4     |
| 2.      | Japonia    | 1     | –      | –    | 1     |
| 3.      | USA        | –     | 2      | –    | 2     |
| 4.      | ChRL       | –     | 1      | 1    | 2     |
| 5.      | Szwajcaria | –     | 1      | –    | 1     |
| 6.      | Kanada     | –     | –      | 1    | 1     |
| 6.      | Ukraina    | –     | –      | 1    | 1     |
| Razem   | Razem      | 4     | 4      | 4    | 12    |

### Łyżwiarstwo szybkie
W łyżwiarstwie szybkim podczas igrzysk w Turynie rozegrano dwanaście konkurencji. Do kalendarza igrzysk wprowadzono biegi drużynowe kobiet i mężczyzn.
Najwięcej medali zdobyła Cindy Klassen, która pięciokrotnie stanęła na podium olimpijskim, osiągając jeden złoty, dwa srebrne i dwa brązowe medale. W rywalizacji kobiet po dwa medale zdobyły jeszcze: Claudia Pechstein i Clara Hughes (obie złoty i srebrny medal), Ireen Wüst i Anni Friesinger (obie złoty i brązowy medal) oraz Kristina Groves (dwa srebrne medale). Wśród mężczyzn najbardziej utytułowanym zawodnikiem został Enrico Fabris z dorobkiem dwóch złotych i jednego brązowego medalu. Trzy medale, po jednym z każdego koloru, zdobył również Chad Hedrick. Ponadto pięciu panczenistów zdobyło po dwa medale: Joey Cheek i Shani Davis (obaj złoty i srebrny medal), Sven Kramer (srebrny i brązowy medal) oraz Carl Verheijen i Erben Wennemars (dwa brązowe medale).
| Miejsce | Państwo          | Złoto | Srebro | Brąz | Razem |
| ------- | ---------------- | ----- | ------ | ---- | ----- |
| 1.      | USA              | 3     | 3      | 1    | 7     |
| 2.      | Holandia         | 3     | 2      | 4    | 9     |
| 3.      | Kanada           | 2     | 4      | 2    | 8     |
| 4.      | Włochy           | 2     | –      | 1    | 3     |
| 5.      | Niemcy           | 1     | 1      | 1    | 3     |
| 5.      | Rosja            | 1     | 1      | 1    | 3     |
| 7.      | ChRL             | –     | 1      | 1    | 2     |
| 8.      | Korea Południowa | –     | –      | 1    | 1     |
| Razem   | Razem            | 12    | 12     | 12   | 36    |

### Narciarstwo alpejskie
W ramach Zimowych Igrzysk Olimpijskich 2006 rozegrano dziesięć konkurencji alpejskich – po pięć w rywalizacji kobiet i mężczyzn. Konkurencje nie zmieniły się od poprzednich igrzysk olimpijskich.
Najwięcej medali olimpijskich w narciarstwie alpejskim zdobyła Anja Pärson – jeden złoty i dwa brązowe. Po dwa złote medale olimpijskie zdobyli reprezentanci Austrii – Benjamin Raich wśród mężczyzn i Michaela Dorfmeister wśród kobiet. Ponadto jeszcze czworo alpejczyków dwukrotnie stanęło na podium olimpijskim w Turynie – Janica Kostelić zdobyła złoto i srebro, Hermann Maier i Marlies Schild zdobyli po jednym srebrnym i jednym brązowym medalu, a Rainer Schönfelder dwukrotnie uplasował się na najniższym stopniu podium.
| Miejsce | Państwo    | Złoto | Srebro | Brąz | Razem |
| ------- | ---------- | ----- | ------ | ---- | ----- |
| 1.      | Austria    | 4     | 5      | 5    | 14    |
| 2.      | USA        | 2     | –      | –    | 2     |
| 3.      | Chorwacja  | 1     | 2      | –    | 3     |
| 4.      | Francja    | 1     | 1      | –    | 2     |
| 5.      | Szwecja    | 1     | –      | 3    | 4     |
| 6.      | Norwegia   | 1     | –      | –    | 1     |
| 7.      | Szwajcaria | –     | 1      | 2    | 3     |
| 8.      | Finlandia  | –     | 1      | –    | 1     |
| Razem   | Razem      | 10    | 10     | 10   | 30    |

### Narciarstwo dowolne
W narciarstwie dowolnym podczas igrzysk w Turynie rozegrano cztery konkurencje – skoki akrobatyczne i jazdę po muldach kobiet i mężczyzn. Konkurencje nie uległy zmianie w porównaniu do igrzysk w Salt Lake City. Żaden z zawodników nie zdobył więcej niż jednego medalu. Medalistami zostali reprezentanci dziesięciu państw, spośród których tylko Chińczycy i Australijczycy zdobyli dwa medale.
| Miejsce | Państwo    | Złoto | Srebro | Brąz | Razem |
| ------- | ---------- | ----- | ------ | ---- | ----- |
| 1.      | ChRL       | 1     | 1      | –    | 2     |
| 2.      | Australia  | 1     | –      | 1    | 2     |
| 3.      | Kanada     | 1     | –      | –    | 1     |
| 3.      | Szwajcaria | 1     | –      | –    | 1     |
| 5.      | Białoruś   | –     | 1      | –    | 1     |
| 5.      | Finlandia  | –     | 1      | –    | 1     |
| 5.      | Norwegia   | –     | 1      | –    | 1     |
| 8.      | Francja    | –     | –      | 1    | 1     |
| 8.      | Rosja      | –     | –      | 1    | 1     |
| 8.      | USA        | –     | –      | 1    | 1     |
| Razem   | Razem      | 4     | 4      | 4    | 12    |

### Saneczkarstwo
W programie igrzysk w Turynie, tak jak w Salt Lake City, znalazły się trzy konkurencje saneczkarskie – jedynki mężczyzn, jedynki kobiet i dwójki mężczyzn. Żaden z saneczkarzy nie zdobył więcej niż jednego medalu olimpijskiego. Medalistami zostali reprezentanci sześciu krajów, spośród których tylko Niemcy i Włosi zdobyli więcej niż jeden medal.
Brązowy medalista w jedynkach mężczyzn – Mārtiņš Rubenis zdobył pierwszy w historii medal zimowych igrzysk olimpijskich dla reprezentacji Łotwy. W jedynkach kobiet wszystkie miejsca na podium zajęły reprezentantki Niemiec – Sylke Otto zdobyła złoto, Silke Kraushaar – srebro, a Tatjana Hüfner – brąz.
| Miejsce | Państwo | Złoto | Srebro | Brąz | Razem |
| ------- | ------- | ----- | ------ | ---- | ----- |
| 1.      | Niemcy  | 1     | 2      | 1    | 4     |
| 2.      | Włochy  | 1     | –      | 1    | 2     |
| 3.      | Austria | 1     | –      | –    | 1     |
| 4.      | Rosja   | –     | 1      | –    | 1     |
| 5.      | Łotwa   | –     | –      | 1    | 1     |
| Razem   | Razem   | 3     | 3      | 3    | 9     |

### Short track
Rywalizacja specjalistów short tracku składała się z ośmiu konkurencji, takich samych jak podczas igrzysk w Salt Lake City.
Zawody zdominowali reprezentanci Korei Południowej, którzy wygrali sześć z ośmiu konkurencji. Najbardziej utytułowanym zawodnikiem został Ahn Hyun-soo z dorobkiem trzech złotych i jednego brązowego medalu. Trzy złote medale wywalczyła również Jin Sun-yu. Ponadto trzy medale zdobyło jeszcze troje zawodników – Lee Ho-suk (złoty i dwa srebrne), Wang Meng (złoty, srebrny i brązowy) oraz Apolo Anton Ohno (złoty i dwa brązowe). Dwukrotnie na podium olimpijskim znaleźli się również Choi Eun-kyung (złoty i srebrny medal), François-Louis Tremblay (dwa srebrne medale) oraz Anouk Leblanc-Boucher (srebrny i brązowy medal).
| Miejsce | Państwo          | Złoto | Srebro | Brąz | Razem |
| ------- | ---------------- | ----- | ------ | ---- | ----- |
| 1.      | Korea Południowa | 6     | 3      | 1    | 10    |
| 2.      | ChRL             | 1     | 1      | 3    | 5     |
| 3.      | USA              | 1     | –      | 2    | 3     |
| 4.      | Kanada           | –     | 3      | 1    | 4     |
| 5.      | Bułgaria         | –     | 1      | –    | 1     |
| 6.      | Włochy           | –     | –      | 1    | 1     |
| Razem   | Razem            | 8     | 8      | 8    | 24    |

### Skeleton
Tak jak na poprzednich igrzyskach rozegrano dwie konkurencje skeletonowe – ślizg kobiet i ślizg mężczyzn. Medale zdobyli reprezentanci trzech państw – Kanady, Szwajcarii i Wielkiej Brytanii.
| Miejsce | Państwo         | Złoto | Srebro | Brąz | Razem |
| ------- | --------------- | ----- | ------ | ---- | ----- |
| 1.      | Kanada          | 1     | 1      | 1    | 3     |
| 2.      | Szwajcaria      | 1     | –      | 1    | 2     |
| 3.      | Wielka Brytania | –     | 1      | –    | 1     |
| Razem   | Razem           | 2     | 2      | 2    | 6     |

### Skoki narciarskie
Tak samo jak na poprzednich igrzyskach zawody w skokach narciarskich składały się z trzech konkurencji – dwóch indywidualnych i jednej drużynowej. We wszystkich konkurencjach rywalizowali wyłącznie mężczyźni.
Medalistami zostali reprezentanci trzech państw – Austrii, Norwegii i Finlandii. Zwycięzca pierwszego konkursu indywidualnego – Lars Bystøl został pierwszym od 1994 roku Norwegiem, który zdobył złoty medal olimpijski w indywidualnym konkursie skoków narciarskich. W Turynie Bystøl wywalczył jeszcze dwa brązowe medale i jako jedyny zakończył igrzyska z dorobkiem trzech medali. Dwa tytuły mistrza olimpijskiego zdobył Thomas Morgenstern. W konkursie na dużej skoczni pokonał Andreasa Koflera różnicą 0,1 punktu. Kofler zakończył igrzyska ze złotym i srebrnym medalem na koncie. Ponadto po dwa medale zdobyli Matti Hautamäki (dwa srebrne) i Roar Ljøkelsøy (dwa brązowe).
| Miejsce | Państwo   | Złoto | Srebro | Brąz | Razem |
| ------- | --------- | ----- | ------ | ---- | ----- |
| 1.      | Austria   | 2     | 1      | –    | 3     |
| 2.      | Norwegia  | 1     | –      | 3    | 4     |
| 3.      | Finlandia | –     | 2      | –    | 2     |
| Razem   | Razem     | 3     | 3      | 3    | 9     |

### Snowboarding
Podczas igrzysk w Turynie rozegrano sześć konkurencji snowboardowych. Do kalendarza igrzysk, w którym w 2002 roku znajdowały się halfpipe i slalom gigant równoległy kobiet i mężczyzn, dołączono snowcross.
Żaden z zawodników nie zdobył więcej niż jednego medalu. Po trzy złote medale zdobyli reprezentanci Stanów Zjednoczonych i Szwajcarii. Na podium olimpijskim stanęli zawodnicy z dziewięciu państw. W nowej konkurencji – snowcrossie mężczyzn – pierwszy w historii medal zimowych igrzysk olimpijskich dla Słowacji zdobył Radoslav Židek, który zajął w konkursie drugie miejsce.
| Miejsce | Państwo    | Złoto | Srebro | Brąz | Razem |
| ------- | ---------- | ----- | ------ | ---- | ----- |
| 1.      | USA        | 3     | 3      | 1    | 7     |
| 2.      | Szwajcaria | 3     | 1      | –    | 4     |
| 3.      | Niemcy     | –     | 1      | –    | 1     |
| 3.      | Słowacja   | –     | 1      | –    | 1     |
| 5.      | Austria    | –     | –      | 1    | 1     |
| 5.      | Finlandia  | –     | –      | 1    | 1     |
| 5.      | Francja    | –     | –      | 1    | 1     |
| 5.      | Kanada     | –     | –      | 1    | 1     |
| 5.      | Norwegia   | –     | –      | 1    | 1     |
| Razem   | Razem      | 6     | 6      | 6    | 18    |

## Multimedaliści
43 sportowców zdobyło w Turynie więcej niż jeden medal, w tym przynajmniej jeden złoty. Najwięcej – ośmioro – multimedalistów startowało w barwach Niemiec. Po dziewięcioro multimedalistów stawało na podium olimpijskim w biegach narciarskich i łyżwiarstwie szybkim, ośmioro w biathlonie, sześcioro w short tracku, czworo w narciarstwie alpejskim, a trzech w skokach narciarskich. Po dwóch multimedalistów odnotowano w bobslejach i kombinacji norweskiej.
Najwięcej medali – pięć – zdobyła kanadyjska panczenistka, Cindy Klassen. Raz została ona mistrzynią olimpijską, dodatkowo zdobyła po dwa srebrne i brązowe medale. Po trzy tytuły mistrzowskie zdobyli Ahn Hyun-soo i Jin Sun-yu w short tracku oraz Michael Greis w biathlonie. Ahn Hyun-soo zdobył dodatkowo jeden medal brązowy.
Poniższa tabela przedstawia indywidualne zestawienie multimedalistów Zimowych Igrzysk Olimpijskich 2006, czyli zawodników i zawodniczek, którzy zdobyli więcej niż jeden medal olimpijski na tych igrzyskach, w tym przynajmniej jeden złoty.
| Miejsce | Zawodnik                         | Państwo          | Dyscyplina            | Złoto | Srebro | Brąz | Razem |
| ------- | -------------------------------- | ---------------- | --------------------- | ----- | ------ | ---- | ----- |
| 1.      | Ahn Hyun-soo                     | Korea Południowa | short track           | 3     | –      | 1    | 4     |
| 2.      | Michael Greis                    | Niemcy           | biathlon              | 3     | –      | –    | 3     |
| 2.      | Jin Sun-yu                       | Korea Południowa | short track           | 3     | –      | –    | 3     |
| 4.      | Felix Gottwald                   | Austria          | kombinacja norweska   | 2     | 1      | –    | 3     |
| 5.      | Enrico Fabris                    | Włochy           | łyżwiarstwo szybkie   | 2     | –      | 1    | 3     |
| 5.      | Sven Fischer                     | Niemcy           | biathlon              | 2     | –      | 1    | 3     |
| 7.      | Giorgio Di Centa                 | Włochy           | biegi narciarskie     | 2     | –      | –    | 2     |
| 7.      | Michaela Dorfmeister             | Austria          | narciarstwo alpejskie | 2     | –      | –    | 2     |
| 7.      | Swietłana Iszmuratowa            | Rosja            | biathlon              | 2     | –      | –    | 2     |
| 7.      | Kevin Kuske                      | Niemcy           | bobsleje              | 2     | –      | –    | 2     |
| 7.      | André Lange                      | Niemcy           | bobsleje              | 2     | –      | –    | 2     |
| 7.      | Björn Lind                       | Szwecja          | biegi narciarskie     | 2     | –      | –    | 2     |
| 7.      | Thomas Morgenstern               | Austria          | skoki narciarskie     | 2     | –      | –    | 2     |
| 7.      | Benjamin Raich                   | Austria          | narciarstwo alpejskie | 2     | –      | –    | 2     |
| 7.      | Kristina Šmigun                  | Estonia          | biegi narciarskie     | 2     | –      | –    | 2     |
| 16.     | Cindy Klassen                    | Kanada           | łyżwiarstwo szybkie   | 1     | 2      | 2    | 5     |
| 17.     | Lee Ho-suk                       | Korea Południowa | short track           | 1     | 2      | –    | 3     |
| 17.     | Kati Wilhelm                     | Niemcy           | biathlon              | 1     | 2      | –    | 3     |
| 19.     | Chad Hedrick                     | USA              | łyżwiarstwo szybkie   | 1     | 1      | 1    | 3     |
| 19.     | Georg Hettich                    | Niemcy           | kombinacja norweska   | 1     | 1      | 1    | 3     |
| 19.     | Wang Meng                        | ChRL             | short track           | 1     | 1      | 1    | 3     |
| 22.     | Joey Cheek                       | USA              | łyżwiarstwo szybkie   | 1     | 1      | –    | 2     |
| 22.     | Choi Eun-kyung                   | Korea Południowa | short track           | 1     | 1      | –    | 2     |
| 22.     | Julija Czepałowa                 | Rosja            | biegi narciarskie     | 1     | 1      | –    | 2     |
| 22.     | Shani Davis                      | USA              | łyżwiarstwo szybkie   | 1     | 1      | –    | 2     |
| 22.     | Jewgienij Diemientjew            | Rosja            | biegi narciarskie     | 1     | 1      | –    | 2     |
| 22.     | Clara Hughes                     | Kanada           | łyżwiarstwo szybkie   | 1     | 1      | –    | 2     |
| 22.     | Andreas Kofler                   | Austria          | skoki narciarskie     | 1     | 1      | –    | 2     |
| 22.     | Janica Kostelić                  | Chorwacja        | narciarstwo alpejskie | 1     | 1      | –    | 2     |
| 22.     | Kateřina Neumannová              | Czechy           | biegi narciarskie     | 1     | 1      | –    | 2     |
| 22.     | Anna Carin Olofsson              | Szwecja          | biathlon              | 1     | 1      | –    | 2     |
| 22.     | Claudia Pechstein                | Niemcy           | łyżwiarstwo szybkie   | 1     | 1      | –    | 2     |
| 33.     | Albina Achatowa                  | Rosja            | biathlon              | 1     | –      | 2    | 3     |
| 33.     | Lars Bystøl                      | Norwegia         | skoki narciarskie     | 1     | –      | 2    | 3     |
| 33.     | Apolo Anton Ohno                 | USA              | short track           | 1     | –      | 2    | 3     |
| 33.     | Anja Pärson                      | Szwecja          | narciarstwo alpejskie | 1     | –      | 2    | 3     |
| 37.     | Florence Baverel-Robert          | Francja          | biathlon              | 1     | –      | 1    | 2     |
| 37.     | Vincent Defrasne                 | Francja          | biathlon              | 1     | –      | 1    | 2     |
| 37.     | Thobias Fredriksson              | Szwecja          | biegi narciarskie     | 1     | –      | 1    | 2     |
| 37.     | Anni Friesinger                  | Niemcy           | łyżwiarstwo szybkie   | 1     | –      | 1    | 2     |
| 37.     | Jewgienija Miedwiediewa-Arbuzowa | Rosja            | biegi narciarskie     | 1     | –      | 1    | 2     |
| 37.     | Pietro Piller Cottrer            | Włochy           | biegi narciarskie     | 1     | –      | 1    | 2     |
| 37.     | Ireen Wüst                       | Holandia         | łyżwiarstwo szybkie   | 1     | –      | 1    | 2     |